# فضل‌الله جلالی
فضل‌الله جلالی نوری (زاده ۱۳۰۵ در کاشمر) فرزند ملامحمدعلی جلالی (جلال‌العلما) و عصمت‌السطنه تیمورتاش (خواهر عبدالحسین تیمورتاش) است، او تحصیلات مقدماتی را در کاشمر فراگرفت و سپس برای ادامه تحصیل به آمریکا رفت و در آنجا در رشته مهندسی پالایشگاه و سپس دکترای مهندسی پتروشیمی درس خود را به پایان رساند. در سال ۱۳۴۲ ه‍.ش با انتخاب وی به عنوان نماینده حوزه انتخابیه کاشمر در مجلس شورای ملی وارد مرحله جدیدی شد این مقطع که دوره‌های بیست و یکم تا بیست و سوم مجلس شورای ملی خاتمه یافت. جلالی در سال ۱۳۵۶ با سفر به آمریکا در آن کشور مقیم شد و پس از دو دهه اقامت در سال ۱۳۷۶ به ایران برگشت و در حال حاضر در دوران کهولت به سر می‌برد.